# Matra MS120D
Chronologie des modèles (1972)
Matra MS120C Aucun
La Matra MS120 est une monoplace de Formule 1 engagée dans le championnat du monde de Formule 1 1972 par l'écurie Matra. Dernière monoplace conçue par Matra avant son retrait de la Formule 1, elle est une évolution des Matra MS120, MS120B et MS120C.

## Historique
La Matra MS120D est alignée pour la première fois au cours de la saison 1972 à l'occasion du Grand Prix de France disputé sur le circuit de Charade. La monoplace s'avère rapide puisque Chris Amon obtient la pole position. En 2 min 53 s 4, Amon établit le nouveau record du tour en essais,.

## Résultats en championnat du monde de Formule 1
| Saison | Écurie              | Moteur | Pneus | Pilote     | 1   | 2   | 3   | 4   | 5   | 6   | 7   | 8   | 9   | 10   | 11  | 12  | Points | Classement des constructeurs |
| ------ | ------------------- | ------ | ----- | ---------- | --- | --- | --- | --- | --- | --- | --- | --- | --- | ---- | --- | --- | ------ | ---------------------------- |
| 1972   | Équipe Matra Sports | MS120D | G     | Chris Amon | ARG | RSA | ESP | MON | BEL | FRA | GBR | GER | AUT | ITA  | CAN | USA | 12     | 8e                           |
| 1972   | Équipe Matra Sports | MS120D | G     | Chris Amon |     |     |     |     |     | 3   |     | 15  | 5   | Abd. | 6   | 15  | 12     | 8e                           |

Légende : ici 
- Chris Amon participe à six Grands Prix avec la Matra MS120C (Argentine, Afrique du Sud, Espagne, Monaco, Belgique et Grande-Bretagne) et inscrit 5 points avec cette monoplace.
- L'attribution des points s'effectue selon le barème 9, 6, 4, 3, 2 , 1.
- Seuls les cinq meilleurs résultats des six premières manches et les cinq meilleurs résultats des six dernières manches sont retenus.